# Gymnobela isogonia
Gymnobela isogonia é uma espécie de gastrópode do gênero Gymnobela, pertencente a família Raphitomidae.